# Выпих
Выпих — это перекресток, к нему прилегает область в западной части Праги. Относится к кадастровой территории Бржевнов, которая расположена рядом с Мотолом и Либоцем (Заповедник Звезда).
Выпих образован большой незастроенной территорией, разделенной на несколько частей дорожными коммуникациями (Белогорская улица ведет на Карловарскую улицу и пересекается с Анкарской улицей и улицей Кукулова, обеспечивая связь от Петршин до Мотола). Благодаря этому перекресток является важным узлом не только автомобильного, но и городского общественного транспорта. Здесь пересекается несколько автобусных линий; через Выпих проходят трамвайные пути (все, кроме 22 линии, имеют здесь конечный поворот). В сентябре 2009 на этом месте был открыт самый большой гипермаркет Kaufland в Чешской республике и в то же время появилась новая автобусная и трамвайная остановка «Заповедник Звезда». В связи с наличием больницы поблизости был создан вертодром. Через Выпих было проведено две линии высоковольтного напряжения, оканчивающихся в трансформаторной подстанции Запад, расположенной близко к Скалке, Смихов. Под районом Выпих проложена линия метро А (V.A.) от станции «Дейвицка» до Немоцницы Мотол и прилегающего парка Ладронка. 18 июня 2011 года в тоннеле метро района Выпих был проведен «день открытых дверей». Согласно главному порталу города Праги, подобное событие проходит приблизительно раз в 40 лет.

## История
В прошлом здесь находился военный полигон, на котором проводились военные парады. Во время общенациональных спартакиад Чехословацкая Народная Армия создала палаточный городок для размещения военнослужащих (солдат, несущих основную военную службу). Незастроенная площадь на месте бывшего полигона иногда используется для больших концертов под открытым небом, например, в 2009 и в 2014 здесь организовала концерт рок-группа Kabát для нескольких десятков тысяч зрителей.